# Monroe (Wisconsin)
Monroe é uma cidade localizada no estado norte-americano de Wisconsin, no Condado de Green.

## Demografia
Segundo o censo norte-americano de 2000, a sua população era de 10.843 habitantes.
Em 2006, foi estimada uma população de 10.599, um decréscimo de 244 (-2.3%).

## Geografia
De acordo com o United States Census Bureau tem uma área de
11,2 km², dos quais 11,2 km² cobertos por terra e 0,0 km² cobertos por água. Monroe localiza-se a aproximadamente 276 m acima do nível do mar.

## Localidades na vizinhança
O diagrama seguinte representa as localidades num raio de 20 km ao redor de Monroe.